# Värmdö kommun
Värmdö kommun är en kommun i Stockholms län. Centralorten Gustavsberg ligger två mil öster om Stockholm.
Kommunen är huvudsakligen belägen i sydöstra delen av landskapet Uppland med en mindre del (Nämdö distrikt) i nordöstra Södermanland. Värmdö kommun omfattar stora delar av Stockholms södra skärgård. Majoriteten av invånarna som förvärvsarbetar pendlar till närliggande kommuner och ingår hälften är sysselsatta inom offentlig förvaltning eller offentliga och privata näringar. 
Sedan kommunen bildades 1974 har folkmängden ökat kraftigt. Kommunen har sedan början på 2000-talet styrts av borgerliga koalitioner, vissa mandatperioder i koalition med Miljöpartiet.

## Administrativ historik
Kommunens område motsvarar socknarna Djurö, Ingarö, Möja, Nämdö och Värmdö (större delen av), alla utom Nämdö (Sotholms härad) delar av Värmdö skeppslag. I dessa socknar bildades vid kommunreformen 1862 landskommuner med motsvarande namn. Gustavsbergs landskommun bildades 1902 genom en utbrytning ur Värmdö landskommun.
1926 överfördes Vindö med kringliggande öar från Värmdö landskommun till Djurö landskommun och till Vaxholms stad överfördes från Värmdö landskommun 1913 Rindö och 1950 grannöarna med bland andra Tynningö och Skarpö. 
Vid kommunreformen 1952 bildades i området tre så kallade storkommuner, Djurö (av de tidigare kommunerna Djurö, Möja och Nämdö), Gustavsberg (av Gustavsberg och Ingarö) samt Värmdö (förblev oförändrad).
Värmdö kommun bildades vid kommunreformen 1971 genom en ombildning av Värmdö landskommun. 1974 införlivades Gustavsbergs och Djurö kommuner.
Kommunen ingick från bildandet till 1977 i Södra Roslags domsaga och kommunen ingår sedan 1977 i Nacka domsaga.

## Geografi
Kommunen gränsar i sydväst till Haninge kommun och Tyresö kommun, i väster till Nacka kommun och Vaxholms kommun samt i norr till Österåkers kommun.

### Topografi och hydrografi

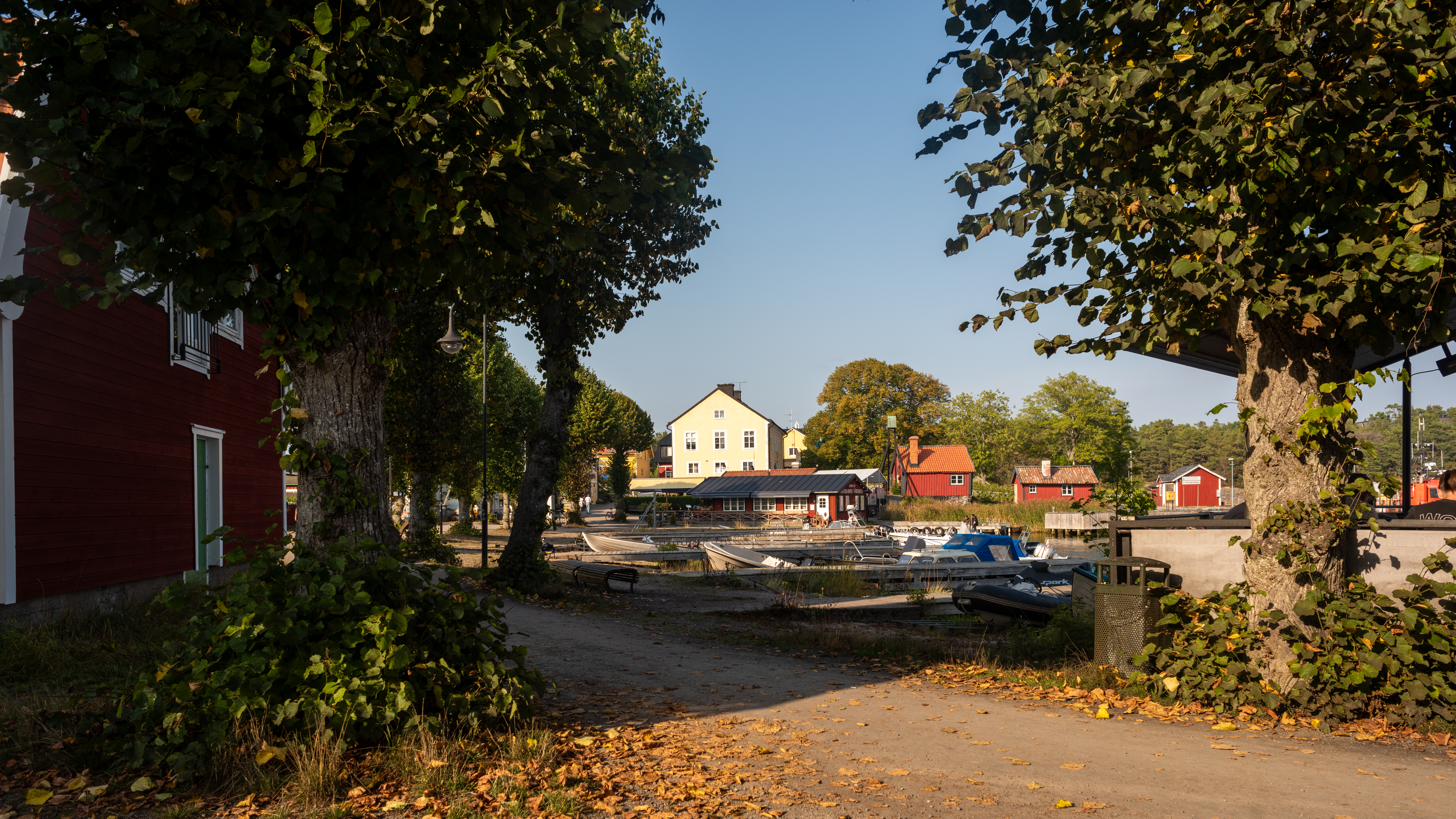
Hamnen i Sandhamn.

Värmdö kommun utgörs helt och hållet av öar och ligger i hjärtat av Stockholms skärgård. Värmdö har en rik kulturhistoria och ett varierande skärgårdslandskap med kända öar som Sandön (Sandhamn), Runmarö, Möja och Grinda. Andra större öar är Värmdö (del av), Fågelbrolandet, Ingarö, Svartsö, Nämdö, Harö, Djurö/Vindö och Eknö. Största delen av kommunen ligger i Uppland men en mindre del (Nämdö) ligger i Södermanland.
Värmdö kommun och Norrtälje kommun har flest öar av alla kommuner i Sverige, med cirka 11 000 stycken (varav 10 500 är havsöar) vardera.
Hela Värmdö kommuns naturmiljö är skärgårdsmiljö och utgör en tredjedel av Stockholms skärgård. I kommunen finns också stora skogsområden med över 200 nyckelbiotoper, ett öppet kulturlandskap och våtmarker. Även landmiljön präglas av närheten till havet och att den tillhör äldre tiders skärgård syns tydligt på kulturlandskapet med relativt små åkrar på lerjord som ligger mellan skogbeklädda bergkullar. Skärgårdsnaturen är viktig för rekreation och friluftsliv både för de som bor i Värmdö kommun och för hela Stockholmsregionen där tillgången och tillgängligheten till strandområden är en viktig del.

### Naturskydd
År 2022 fanns 44 naturreservat i kommunen. Det politiska målet var att antalet reservat skulle bli fler och att Nämdöskärgården skulle bli en nationalpark. Förutom naturreservaten har kommunen utsett fem områden till biotopskyddsområden. Fyra av dessa ligger i Gustavsberg och syftet med dessa beskrivs som att "säkerställa ekmiljöernas ekologiska och kulturhistoriska värden". Därtill finns ett på Fågelbrolandet med syftet att "ge ett långsiktigt skydd för en grund havsvik som nyttjas av vårlekande rovfiskar som lek- och uppväxtområde samt tillhörande strandäng med hävdgynnad flora".

### Administrativ indelning
Fram till 2016 var kommunen för befolkningsrapportering indelad i tre församlingar – Djurö, Möja och Nämdö församling, Gustavsberg-Ingarö församling samt Värmdö församling.

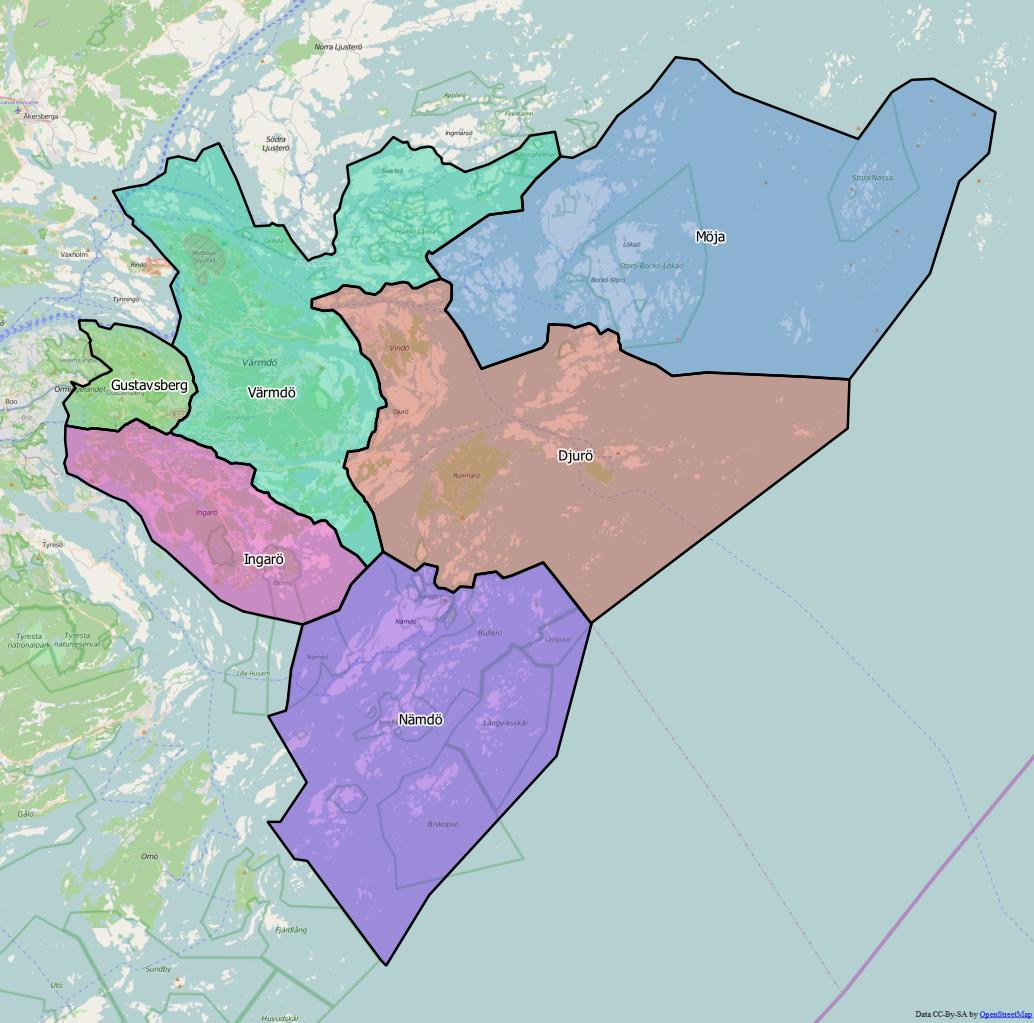
Distrikt inom Värmdö kommun

Från 2016 indelas kommunen istället i sex distrikt – Djurö, Gustavsberg, Ingarö, Möja, Nämdö och Värmdö.

### Tätorter
- Baldersnäs
- Brunn
- Djurö
- Fågelvikshöjden
- Gustavsberg
- Ingaröstrand
- Kopparmora
- Lugnet och Skälsmara
- Långvik
- Norra Lagnö
- Stavsnäs
- Strömma
- Skeviksstrand
- Återvall
- Ängsvik
- Älvsala
- Överby

## Styre och politik

### Styre
Från att kommunen bildades och fram till 1985 styrde Socialdemokraterna kommunen. Efter valet 1985 tog borgerliga partier över makten. Sedan dess har de borgerliga partierna haft en majoritet i kommunfullmäktige.
Åren 1998–2001 styrdes kommunen av en koalitionsmajoritet med 25 av 41 mandat. Kommunstyrelsens ordförande var moderaten Ammi Eriksson. Under våren 2001 föll den dåvarande regnbågskoalitionen och en ny majoritet bestående av Vänsterpartiet, Socialdemokraterna, Miljöpartiet, Centerpartiet och Kristdemokraterna tog över makten i en ny regnbågskoalition med 22 av 41 mandat.  
Efter valet 2002 tvingades Vänsterpartiet att lämna koalitionen och en ny styrande koalition bestående av Socialdemokraterna, Centerpartiet, Kristdemokraterna och Miljöpartiet bildades med 30 av 51 mandat.  
Inför valet 2006 valde Kristdemokraterna att stödja Alliansen istället för den tidigare regnbågskoalitionen. Efter valet anslöt sig även Centerpartiet. Den lokala majoriteten kallade sig Allians för Värmdö och hade 29 av 51 mandat. Moderaten Jonas Nilsson utsågs till kommunstyrelsens ordförande. Halvvägs in i mandatperioden övertog moderaten Lars-Erik Alversjö posten som kommunstyrelsens ordförande. 
Efter valet 2010 styrdes kommunen ånyo av en koalition, bestående av Moderaterna, Miljöpartiet, Folkpartiet och Kristdemokraterna. Denna koalition gick under namnet Värmdökoalitionen. Tillsammans hade koalitionen 30 av 51 mandat. Kommunstyrelsens ordförande var till den 1 september 2012 moderaten Lars-Erik Alversjö. Till ny kommunstyrelseordförande valdes Monica Pettersson. 
Mandatperioden 2014 till 2018 fick Allians för Värmdö återigen makten. Efter valet 2018 bildades en ny majoritetskoalition, Majoritet för Värmdö, vilken bestod av Moderaterna, Liberalerna, Kristdemokraterna, Centerpartiet och Miljöpartiet.
Efter valet 2022 tog det så kallade Värmdösamarbetet över makten. Den styrande minoritetskoalitionen mellan  Socialdemokraterna, Centerpartiet, Miljöpartiet och Liberalerna kunde ta makten genom en valteknisk samverkan med Vänsterpartiet och det nya Skärgårdspartiet.

### Kommunfullmäktige

#### Presidium
| Presidium 2022–2026    | Presidium 2022–2026 | Presidium 2022–2026 |
| ---------------------- | ------------------- | ------------------- |
| Ordförande             | S                   | Andrine Winther     |
| Förste vice ordförande | L                   | Sara Gommel         |
| Andre vice ordförande  | M                   | Göran Jansson       |

#### Mandatfördelning 1970–2022
| 10 | 5 | 6 | 3 |

| 16 | 8 |

| 3 | 19 | 8 | 4 | 7 |

| 33 | 8 |

| 3 | 18 | 8 | 4 | 8 |

| 30 | 11 |

| 3 | 19 | 6 | 3 | 10 |

| 28 | 13 |

| 3 | 19 |  | 4 | 2 | 12 |

| 29 | 12 |

| 3 | 17 | 3 | 5 | 13 |

| 24 | 17 |

| 2 | 16 | 2 | 4 | 4 | 13 |

| 25 | 16 |

| 2 | 14 |  |  | 3 | 4 |  | 15 |

| 25 | 16 |

| 2 | 16 | 2 | 2 | 2 | 17 |

| 24 | 17 |

| 3 | 13 | 2 | 2 | 2 | 2 | 17 |

| 27 | 14 |

| 3 | 19 |  |  | 8 | 4 | 13 |

| 32 | 19 |

|  | 17 | 3 |  | 4 |  | 21 |

| 31 | 20 |

|  | 15 | 5 |  | 3 | 4 |  | 19 |

| 30 | 21 |

|  | 15 | 5 | 4 |  | 5 |  | 17 |

| 27 | 24 |

|  | 14 | 3 | 7 | 5 | 3 | 3 | 14 |

| 22 | 29 |

| 3 | 17 |  |  | 7 | 4 |  | 3 | 12 |

| 22 | 29 |

### Nämnder

#### Kommunstyrelse
Kommunstyrelsen i Värmdö kommun utgörs av 13 ordinarie ledamöter. Till stöd för sitt arbete har kommunstyrelsen delat in sig i tre utskott: Planutskottet, Arbetsutskottet samt Klimat- och miljöutskottet.
| Presidium 2022–2026    | Presidium 2022–2026 | Presidium 2022–2026 |
| ---------------------- | ------------------- | ------------------- |
| Ordförande             | S                   | Carl Kangas         |
| Förste vice ordförande | C                   | Kristina Lång       |
| Andre vice ordförande  | M                   | Deshiria Flankör    |

#### Övriga nämnder
| Nämnd                                            | Ordförande | Ordförande       | Vice ordförande | Vice ordförande   | Andre vice ordförande | Andre vice ordförande |
| ------------------------------------------------ | ---------- | ---------------- | --------------- | ----------------- | --------------------- | --------------------- |
| Bygg- miljö- och hälsoskyddsnämnden              | S          | Linda Nygren     | C               | Peter Berg        | M                     | Markus Schill         |
| Förskolenämnden                                  | S          | Emelie Öberg     | L               | Amie Kronblad     | M                     | Göran Jansson         |
| Grundskolenämnden                                | L          | Amie Kronblad    | S               | Sam Assadi        | M                     | Linn Klameth          |
| Gymnasie-, vuxenutbildnings- och arbetslivsnämnd | S          | Sam Assadi       | C               | Miranda Ahlers    | M                     | Kim Ivarsson          |
| Kultur- och fritidsnämnden                       | C          | Miranda Ahlers   | S               | Malin Nilsson     | M                     | Malin Bellander       |
| Socialnämnden                                    | S          | Sam Assadi       | L               | Lars Lööf         | M                     | Cecilia Lindberg      |
| Tekniska nämnden                                 | MP         | Pontus Tengby    | S               | Magnus Danielsson | M                     | Johan Björk           |
| Valnämnden                                       | S          | Karolina Krystek | MP              | Fredrik Alzén     | M                     | Peter Frej            |
| Vård- och omsorgsnämnden                         | S          | Julia Ekedahl    | MP              | Siv Strömbäck     | M                     | Rogier Krona          |
| Överförmyndarnämnden                             | C          | Miranda Ahlers   | M               | Lars Sjöblom      | M                     | Jessie Wall Freyne    |

Källa:

### Valresultat
I valet 1994 fick Ny demokrati 0,4 %. I valet 2006 fick övriga partier 3,0 % varav Sverigedemokraterna 2,4 % och det lokala partiet Nytta & utveckling (nu) 0,6 %. I valet 2010 erhöll Sverigedemokraterna 3,34 % och fick två mandat i kommunfullmäktige. 
| Parti               | 2022 | 2018 | 2014 | 2010 | 2006 | 2002 | 1998 | 1994 | 1991 | 1988 | 1985 | 1982 | 1979 | 1976 | 1973 |
| ------------------- | ---- | ---- | ---- | ---- | ---- | ---- | ---- | ---- | ---- | ---- | ---- | ---- | ---- | ---- | ---- |
| Moderaterna         | 23,3 | 27,3 | 31,1 | 37,9 | 38,1 | 26,2 | 42,0 | 40,0 | 34,7 | 32,2 | 30,5 | 30,4 | 25,1 | 20,4 | 16,9 |
| Liberalerna         | 4,6  | 6,8  | 8,5  | 8,1  | 8,9  | 14,8 | 5,4  | 5,3  | 8,5  | 10,4 | 11,7 | 4,1  | 7,4  | 9,4  | 8,8  |
| Kristdemokraterna   | 5,1  | 5,5  | 4,1  | 4,7  | 5,2  | 6,5  | 4,4  | 1,3  | 3,0  | 0,8  | 0,1  | -    | 0,6  | 0,9  | 1,1  |
| Centerpartiet       | 7,0  | 8,9  | 5,4  | 5,6  | 4,7  | 3,4  | 3,8  | 5,2  | 7,2  | 9,2  | 8,2  | 10,0 | 14,6 | 18,4 | 20,2 |
| Miljöpartiet        | 4,1  | 6,6  | 9,8  | 9,0  | 6,1  | 5,1  | 4,5  | 5,0  | 3,6  | 3,9  | 0,8  | 2,7  | -    | -    | -    |
| Socialdemokraterna  | 33,0 | 26,8 | 28,1 | 27,6 | 29,8 | 36,8 | 31,1 | 37,0 | 34,6 | 37,7 | 42,0 | 46,1 | 44,6 | 43,7 | 45,7 |
| Vänsterpartiet      | 4,9  | 4,6  | 3,4  | 3,0  | 4,0  | 6,0  | 8,2  | 5,6  | 4,7  | 5,2  | 6,4  | 6,4  | 7,3  | 6,7  | 6,1  |
| Skärgårdspartiet    | 2,5  | -    | -    | -    | -    | -    | -    | -    | -    | -    | -    | -    | -    | -    | -    |
| Sverigedemokraterna | 13,9 | 12,9 | 7,5  | 3,3  | 2,4  | 0,8  | 0,6  | 0,7  | 3,8  | 0,6  | -    | -    | -    | -    | -    |
| Övriga partier      | 1,7  | 0,7  | 2,0  | 0,7  | 0,9  | 0,8  | 0,6  | 0,7  | 3,8  | 0,6  | 0,2  | 0,5  | 0,6  | 0,5  | 1,2  |

- 1991 fick Ny demokrati 3,4 % av rösterna i val till kommunfullmäktige.

## Ekonomi och infrastruktur

### Näringsliv
Närheten till Stockholm har stark påverkan på näringslivet i kommunen, exempelvis pendlade 60 procent av kommunens förvärvsarbetande till annan kommun (främst Stockholms kommun) i början på 2020-talet. Samtidigt var pendlingen till kommunen liten. Ungefär hälften av de som förvärvsarbetade var sysselsatta inom offentlig förvaltning eller offentliga och privata näringar, omkring var tionde arbetade inom tillverkningsindustrin. Gustavsberg VVS var det dominerande  industriföretaget, men största privata  arbetsgivare var Keolis med 375 anställda år 2020. Kommunen är en attraktiv turistort, I synnerhet under sommarhalvåret, vilket har  stor betydelse för service- och handelssektorerna.

### Infrastruktur

#### Transporter
Från nordost genomkorsas kommunen av länsväg 274 fram till Gustavsberg och från väst till öst av länsväg 222.
Under början av 1900-talet planerades för den så kallade Värmdöbanan och visst arbete påbörjades. Kvar finns ett hus som ursprungligen byggdes som järnvägshotell och busshållplatsen Viks central är döpt efter den plats där en av de planerade stationerna skulle ligga.

#### Utbildning
Det fanns i början av 2020-talet fanns 10  kommunala och fyra fristående grundskolor i kommunen. Det fanns också fyra gymnasieskolor varav två fristående. Dessa var Gustavsbergs gymnasium, Värmdö tekniska gymnasium och Mälardalens Ridgymnasium. Värmdö gymnasium låg vid Gullmarsplan i Stockholm.

## Befolkning

### Demografi

#### Statistik
Värmdö kommun hade 2019 en befolkning på 45 000 personer varav 49 procent var kvinnor och 51 procent män, med en medelålder på 39,9 år. Befolkningsökningen var 1,3 procent mot föregående år. Sedan 2015 har befolkningen i kommunen ökat med 9 procent. Av befolkningen bodde 91,5 procent i tätort och 8,5 procent på landsbygden. Andel utrikes födda var 14 procent. Av hushållen var 40 procent ensamstående och 52 procent sammanboende, båda typerna med eller utan barn. Av personer mellan 20 och 64 år hade 86 procent jobb och medellönen var 33 208 kronor i månaden.

#### Befolkningsutveckling
Kommunen har 46 618 invånare (31 mars 2025), vilket placerar den på 59:e plats avseende folkmängd bland Sveriges kommuner.
| Befolkningsutvecklingen i Värmdö kommun 1970–2020 | Befolkningsutvecklingen i Värmdö kommun 1970–2020 | Befolkningsutvecklingen i Värmdö kommun 1970–2020 | Befolkningsutvecklingen i Värmdö kommun 1970–2020 | Befolkningsutvecklingen i Värmdö kommun 1970–2020 |
| ------------------------------------------------- | ------------------------------------------------- | ------------------------------------------------- | ------------------------------------------------- | ------------------------------------------------- |
|                                                   |                                                   |                                                   |                                                   |                                                   |
| År                                                |                                                   |                                                   | Folkmängd                                         |                                                   |
| 1970                                              | 1970                                              |                                                   | 12 882                                            |                                                   |
| 1975                                              | 1975                                              |                                                   | 16 050                                            |                                                   |
| 1980                                              | 1980                                              |                                                   | 17 846                                            |                                                   |
| 1985                                              | 1985                                              |                                                   | 19 173                                            |                                                   |
| 1990                                              | 1990                                              |                                                   | 22 067                                            |                                                   |
| 1995                                              | 1995                                              |                                                   | 26 548                                            |                                                   |
| 2000                                              | 2000                                              |                                                   | 31 260                                            |                                                   |
| 2005                                              | 2005                                              |                                                   | 34 933                                            |                                                   |
| 2010                                              | 2010                                              |                                                   | 38 301                                            |                                                   |
| 2015                                              | 2015                                              |                                                   | 41 107                                            |                                                   |
| 2020                                              | 2020                                              |                                                   | 45 566                                            |                                                   |

#### Invånare efter de vanligaste födelseländerna
Följande länder är de 10 vanligaste födelseländerna för befolkningen i Värmdö kommun.
| Nr | Födelseland    | Antal  | Andel (%) | Andel i hela riket |
| -- | -------------- | ------ | --------- | ------------------ |
| 1  | Sverige        | 40 349 | 85,88     | 79,61              |
| 2  | Finland        | 1 045  | 2,25      | 1,26               |
| 3  | Polen          | 467    | 1,01      | 0,94               |
| 4  | Thailand       | 235    | 0,51      | 0,43               |
| 6  | Storbritannien | 220    | 0,47      | 0,31               |
| 6  | Tyskland       | 216    | 0,46      | 0,53               |
| 7  | Afghanistan    | 214    | 0,46      | 0,62               |
| 8  | Iran           | 166    | 0,36      | 0,81               |
| 9  | USA            | 164    | 0,35      | 0,24               |
| 10 | Irak           | 163    | 0,35      | 1,40               |

### Religion
62,3 procent av invånarna i kommunen var medlemmar i Svenska kyrkan 2019 som består av en församling, Värmdö församling. Värmdö kyrka är den enda medeltidskyrkan i Stockholms skärgård, och också skärgårdens äldsta kyrka.
Värmdö kommun ingår, tillsammans med kommunerna Nacka, Fisksätra, Saltsjöbaden och Saltsjö-Boo, i Sankt Konrads katolska församling.

## Kultur

### Museum
I kommunen finns ett flertal museum. Exempelvis har föreningen Skärgårdsmuseet tre museer – Skärgårdsmuseet på Fågelbrolandet, Nämdöfilialen på Nämdö och Runmaröfilialen på Runmarö.
Det mest kända museet är dock Gustavsbergs Porslinsmuseum som sedan 2018 drivs av Nationalmuseum. På museet visas bland annat den stora Gustavsbergssamlingen med 45 000 föremål.

### Kulturarv
Fredriksborgs Fästning var 1733, då byggnaden togs i bruk, Sveriges modernaste förvarsanläggning. Byggnaden tillkom efter den ryska flottans härjningar i Stockholms skärgård i början av 1700-talet. Byggnaden är klassad som statligt byggnadsminne sedan 2002. Ett medeltida kulturarv är Siggesta gård, en herrgård i en gammal kulturbygd, dokumenterad från år 1323. En annan medeltida gård är Norrnäs.
Genom en damminventering har 34 dammar med kulturhistoriskt värde dokumenterats, där den äldsta äldsta är en kvarnlämning från 1670 på Ingarö. Andra exempel på  dammiljöer med tidig datering är Fagerholms kvarn, även den på Ingarö.

### Kommunvapen
Blasonering: I blått två porslinsbrännugnar av silver, i hela sin bredd ställda på en röd stam.
Vapnet fastställdes för Gustavsbergs landskommun år 1960. Motivet syftar på porslinsindustrin på orten och två porslinsbrännugnar som användes där. Efter indelningsreformen på 1970-talet övertogs vapnet av Värmdö kommun och registrerades för denna i PRV år 1979.

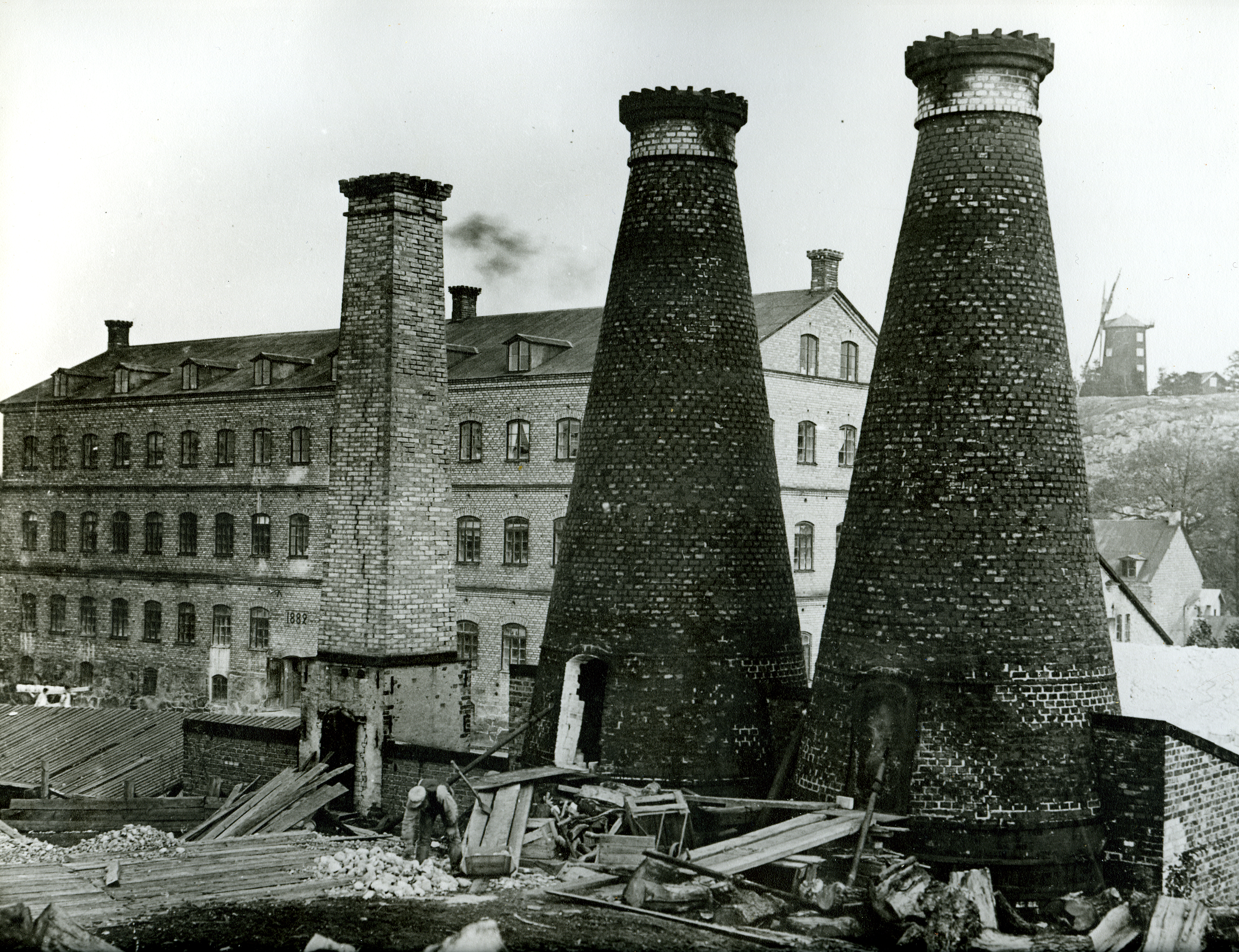
Flintugnarna på Gustavsbergs porslinsfabrik som inspirerat kommunvapnet.